# Kwakowo (województwo pomorskie)
Kwakowo (kaszb. Kwakòwò, niem. Quackenburg) – wieś kaszubska w Polsce położona w województwie pomorskim, w powiecie słupskim, w gminie Kobylnica nad rzeką Kwaczą i przy trasie drogi krajowej nr 21.
W latach 1975–1998 miejscowość administracyjnie należała do województwa słupskiego.

## Nazwa
Nazwa miejscowości ma pochodzenie słowiańskie i charakter topograficzny. Co do jej znaczenia przedłożono następujące hipotezy etymologiczne:
- nazwa z formantem -owo wyprowadzona od nazwy rzeki Kwaka[5],
- nazwa z formantem -owo wyprowadzona od nazwy pospolitej kwaka „kaczka”[5].

Niemiecka nazwa Quackenburg stanowi etymologiczną hybrydę elementów o różnym pochodzeniu i jest złożeniem dwóch członów: słowiańskiego Quacken – adaptacji fonetycznej pierwotnej nazwy słowiańskiej, oraz niemieckiej nazwy pospolitej Burg „fort, zamek, gród”.
Rada Języka Kaszubskiego proponuje kaszubską formę nazwy Kwakòwò.

## Historia
Pierwsza wzmianka z XIII wieku mówiąca o erygowaniu kościoła katolickiego w Kwakowie („Ecolasiae da Qacoc”). Wieś należała pierwotnie do rodu Zitzewitzów. Następna informacja o Kwakowie, zapisanym jako Quackenburg, pochodzi z 1480 roku. W XVII wieku używano formy kaszubskiej zapisanej przez Niemców jako „Kwakow”. Do roku 1702 odprawiano w tutejszym kościele nabożeństwa także w języku kaszubskim. Pastorem w tym czasie był Christian Bilang. Kwakowo należy do nielicznych wsi pomorskich, w których zachowały się księgi parafialne, sięgające połowy XVIII wieku. Do XVII wieku istniały dwa odrębne majątki, które w 1649 roku skupił w swych rękach Paul von Zitzewitz, ale nie na długo, bo w 30. lat później przeszły we władanie von der Goltzów, następnie Wobeserów, aby ostatecznie – od 1714 do 1905 roku pozostać w rodzinie von Blumenthalów. W 1784 roku we wsi był folwark, młyn wodny, karczma, kuźnia i w sumie 24 dymy. Od Blumenthalów Kwakowo wykupił Bodo von Zitzewitz, syn Güntera z Borzęcina, aby sprzedać je następnie w 1913 roku – Bernardowi von Puttkamer. W 1936 roku część dóbr znajdowała się w rękach Otto Ratzke, a druga była własnością R. Huppke ze Słupska. Wieś miała charakterystyczną zabudowę – stodołami zwróconą do drogi. Po licznych pożarach z zabytkowych budowli zachowało się tylko kilka budynków. Dawniej koło wsi stał XIX-wieczny wiatrak.
Szkoła w Kwakowie istniała od 1710 roku, a pierwszy kościół podobno już w 1208 roku. Zastąpiła go świątynia wybudowana pod patronatem Marcusa Siczewitza w 1615 roku.

## Zabytki
- kościół parafialny pw. Niepokalanego Poczęcia NMP, murowany, wybudowany w XIV-w. na szczycie wczesnośredniowiecznego grodziska, kamienna nawa zbudowana w XIX w. na miejscu pierwotnej[7]. Murowana, szeroka wieża o gładkich elewacjach z ok. 1500, przebudowana w XIX w[8], w kruchcie pod wieżą zachowały się barokowe malowidła stropowe.
- park podworski w którym rosną stare świerki, lipa srebrzysta, cyprysik groszkowy, jodła kaukaska, dąb szypułkowy, jodła pospolita. Przez park przepływa rzeka Kwacza.

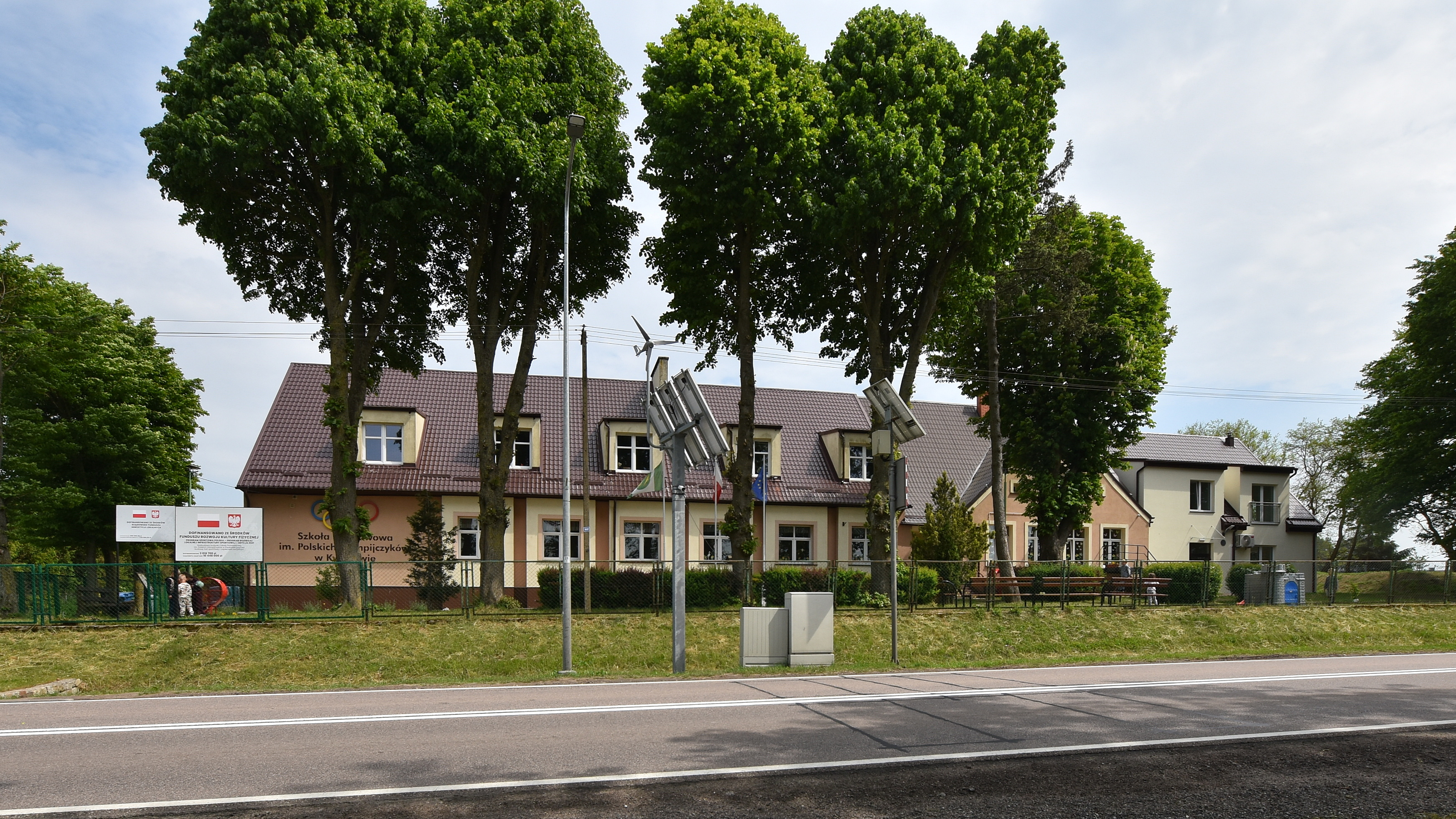
Szkoła Podstawowa
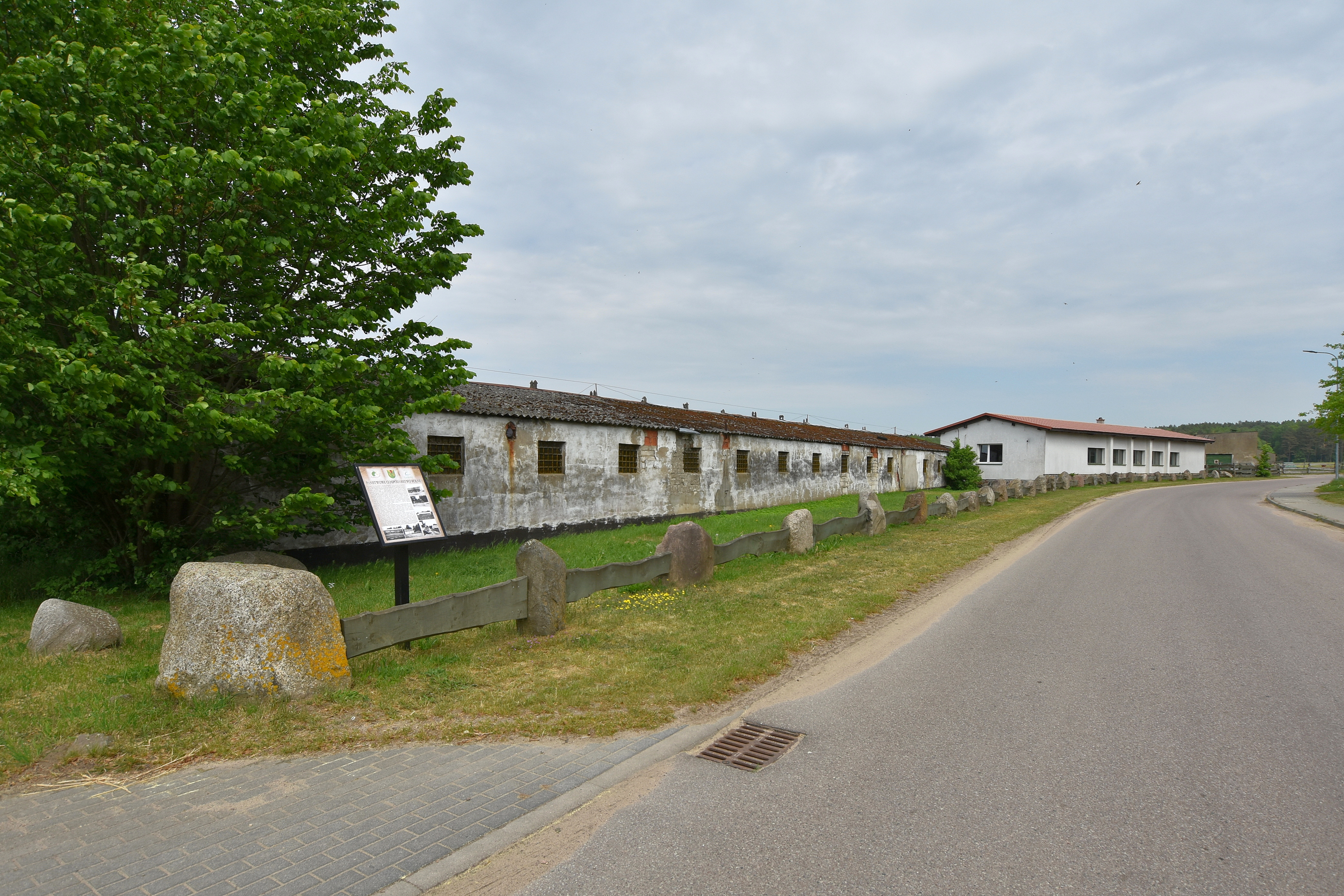
Zabudowania byłego PGR-u
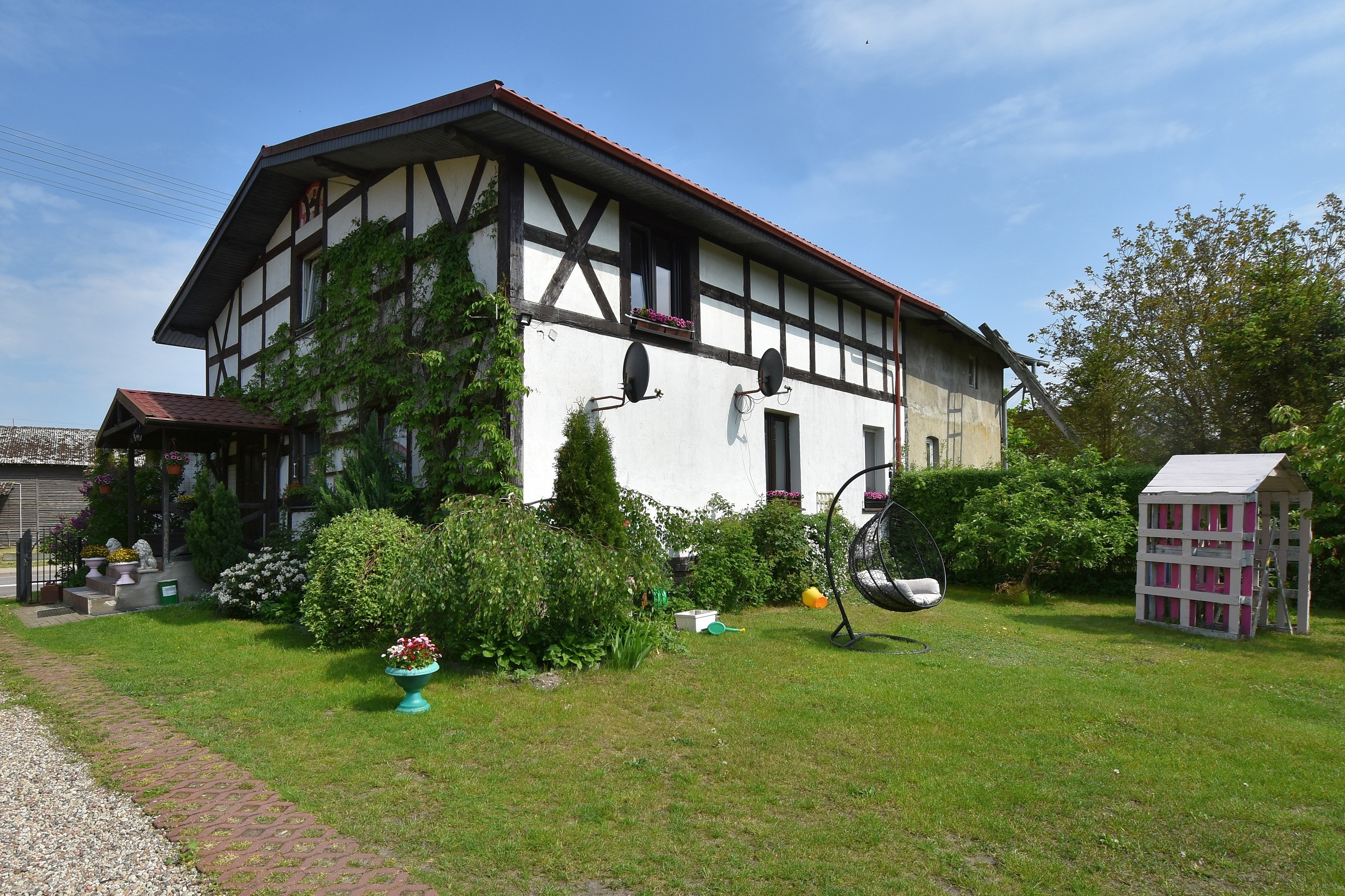
Stare budownictwo